# Rayan Rebbadj
Rayan Rebbadj (15 de agosto de 1999) é um jogador de rugby francês, que joga na posição de back.

## Carreira
Ele jogou como jovem pelo RC Port-de-Bouc entre 2011 e 2018, e pelo Rugby Club Toulonnais a partir de 2018, assinando seu primeiro contrato profissional em 2021.
Ele foi incluído na equipe do torneio quando a seleção francesa de rúgbi sevens venceu o Sevens da Espanha de 2024 em junho de 2024. Ele foi posteriormente nomeado para a equipe francesa de rúgbi sevens para as Olimpíadas de Paris de 2024.
Seus tios Rabah e Salek jogaram pelo RC Toulon na década de 1980. Seu irmão Swan Rebbadj também é um jogador profissional de rugby union.